# Zeche Vereinigte Hardenstein
Die Zeche Vereinigte Hardenstein ist ein ehemaliges Steinkohlenbergwerk in Witten-Hardenstein. Das Bergwerk ist etwa um das Jahr 1847 aus einer Konsolidation mehrerer Bergwerke entstanden. Das Bergwerk wurde während seiner Betriebszeit mehrmals stillgelegt und wieder in Betrieb genommen.

## Geschichte

### Die Anfänge
Etwa um das Jahr 1847 konsolidierte der St. Johannes Erbstollen mit der Zeche Frielinghaus und der ins Bergfreie gefallenen Zeche Weselbank. Die Konsolidation diente dem Abbau der Flöze unterhalb der Erbstollensohle. Die Berechtsame umfasste die drei Schächte Orion, Heinrich und Alexander. Im Schacht Orion lag die Erbstollensohle bei einer Teufe von drei Lachtern, der Schacht hatte eine Teufe von 28 Lachtern. Außerdem waren zwei Dampfmaschinen zur Wasserhaltung aufgestellt. Am 31. Oktober 1848, eventuell auch erst am 9. November, wurde ein Längenfeld verliehen. In den Jahren 1854 bis 1857 war die Zeche außer Betrieb. Am 11. Juli des Jahres 1859 wurden die Geviertfelder Hardenstein I bis II verliehen. Im Jahr 1863 war wiederum kein Betrieb, ab dem Jahr 1865 war das Bergwerk wieder in Betrieb.

### Die weiteren Jahre
Im Jahr 1866 wurde ein Feldesteil an die Zeche Vereinigte Louisenglück abgegeben, Grund hierfür war ein Pachtvertrag mit der Zeche Vereinigte Louisenglück, der eine Abgabe des Feldesteils unter der Erbstollensohle vorsah. Im Jahr 1876 war die Zeche Vereinigte Hardenstein erneut außer Betrieb, sie wurde in den Unterlagen des Bergamts als Hardenstein I und II genannt. Im Oktober des Jahres 1909 wurde die Zeche Vereinigte Hardenstein wieder in Betrieb genommen. Östlich der Ruine Hardenstein wurde ein Tagesstollen aufgefahren. Das Baufeld umfasste eine Fläche von 50 Metern streichend und 20 Metern querschlägig. Im Jahr 1910 waren ein Stollen und ein Tagesüberhauen vorhanden, die Berechtsame umfasste ein Geviertfeld.
Im Jahr 1911 wurde die Zeche Vereinigte Hardenstein erneut stillgelegt, das Grubenfeld wurde durch die Zeche Gut Glück & Wrangel angepachtet. Der Pachtvertrag lief am 1. April des Jahres 1917 aus. Am 25. Februar des Jahres 1926 wurde das Grubenfeld von der Zeche Vereinigte Hermann angepachtet, dieser Pachtvertrag lief am 29. Februar des Jahres 1928 aus. Danach wurde das Grubenfeld von der Zeche Cleverbank gepachtet, dieser Pachtvertrag endete im Jahr 1934. Am 16. Juni des Jahres 1936 wurden die Geviertfelder Flößgraben I bis III der Zeche Flößgraben übernommen. Etwa um das Jahr 1950 wurde die Berechtsame zur Zeche Herbede zugeschlagen.

### Folgenutzung
Nach dem Jahr 1956 wurde der Schacht Orion für einige Jahre als eigenständige Kleinzeche genutzt.

## Förderung und Belegschaft
Die ersten bekannten Förderzahlen des Bergwerks stammen aus dem Jahr 1867, es wurden 47.101 Scheffel Steinkohle gefördert. Im Jahr 1869 stieg die Förderung leicht auf 49.772 Scheffel Steinkohle. Die ersten bekannten Belegschaftszahlen des Bergwerks stammen aus dem Jahr 1872, damals waren sieben Bergleute auf dem Bergwerk beschäftigt, die eine Förderung von 1899 Tonnen Steinkohle erbrachten. Im Jahr 1874 kam es zu einem starken Fördereinbruch, es wurden nur noch 525 Tonnen Steinkohle gefördert. Die letzten Förder- und Belegschaftszahlen des Bergwerks stammen aus dem Jahr 1910, als mit sieben Bergleuten 2506 Tonnen Steinkohle gefördert wurden.

## Was geblieben ist
Von der Zeche Vereinigte Hardenstein sind nur noch Reste des Schachtes Orion übrig geblieben.